# Tuwajm
Tuwajm (arab. تويم) – miejscowość w Syrii, w muhafazie Hama. W 2004 roku liczyła 1428 mieszkańców.